# Эхинокандины

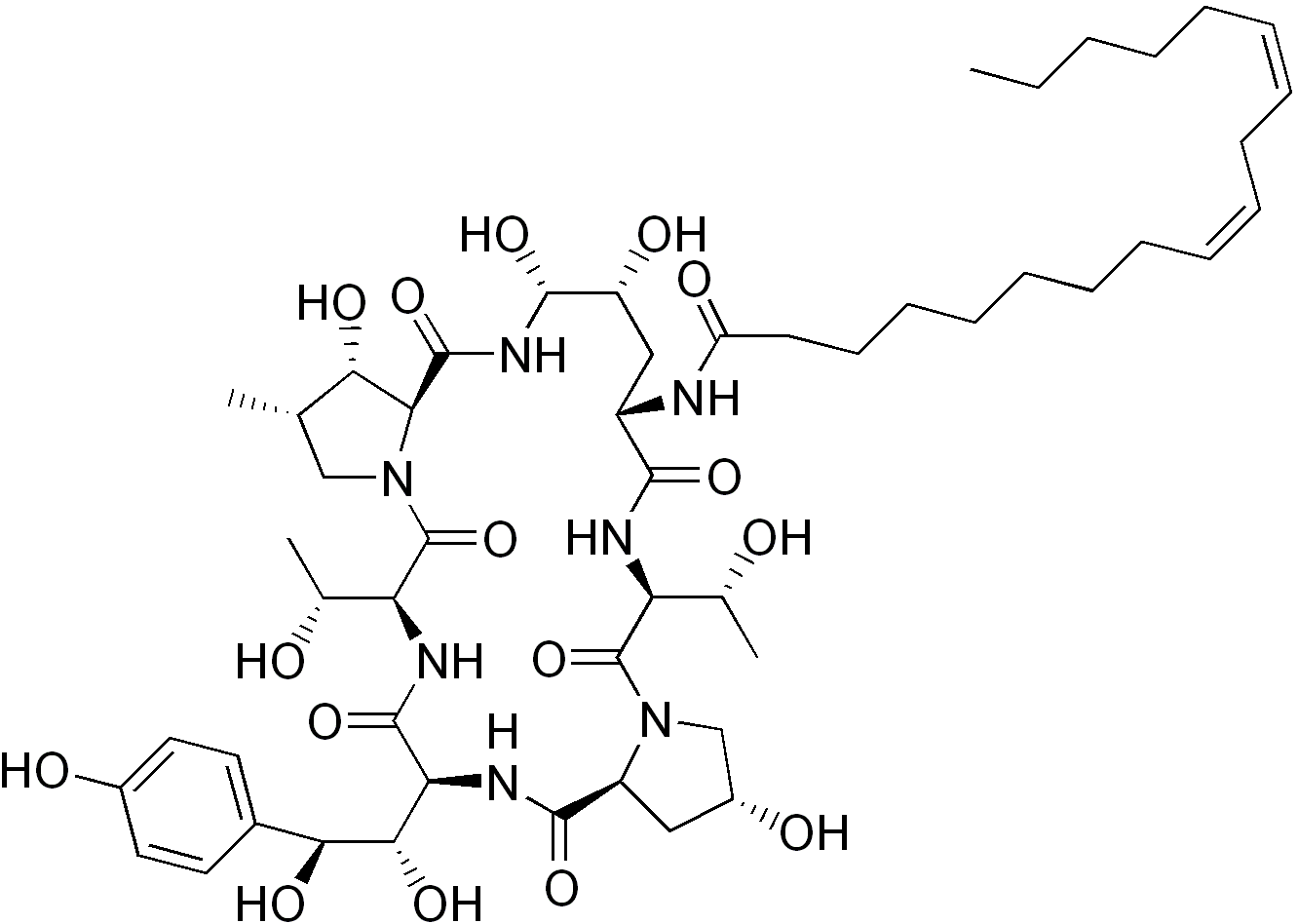
Эхинокандин B

Эхинокандины — противогрибковые препараты, препятствующие синтезу глюканов в клеточной стенке через неконкурентное ингибирование фермента 1,3-β-глюкан-синтазы, в связи с чем их (совместно с папулокандинами) называют «противогрибковыми пенициллинами», так как пенициллин имеет аналогичный механизм действия против бактерий, а не грибов. Бета-глюканы это углеводные полимеры, перекрёстно-связанные с другими компонентами клеточной стенки грибов (бактериальным эквивалентом является пептидогликан). Каспофунгин, микафунгин и анидулафунгин являются полусинтетическими производными эхинокандина, которые нашли практическое применение из-за их растворимости, противогрибкового спектра и своих фармакокинетических свойств.

## Медицинское использование
Утверждённые препараты и препараты-кандидаты этого класса обладают фунгицидными свойствами против некоторых дрожжей (большинство видов рода Candida, но не против Cryptococcus, Trichosporon и Rhodotorula). Эхинокандины также проявляют активность в отношении кандидозной биоплёнки, особенно в синергетической активности c амфотерицином B и в аддитивной активности с флуконазолом. Эхинокандины являются фунгистатическим в отношении некоторых форм Aspergillus (но не Fusarium и Rhizopus), и менее активен в отношении диморфных грибов (Blastomyces и Histoplasma). Они обладают некоторой активностью в отношении спор грибов Pneumocystis carinii. Каспофунгин применяется в лечении фебрильной нейтропении и в качестве терапии спасения при лечении инвазивного аспергиллёза. Микафунгин используется для профилактики кандидозной инфекции у пациентов при трансплантации гемопоэтических стволовых клеток.

## Побочные эффекты
Токсичность эхинокандинов является редкостью. Её проявление было связано с повышением уровней аминотрансфераз и щелочной фосфатазы.

## Химия

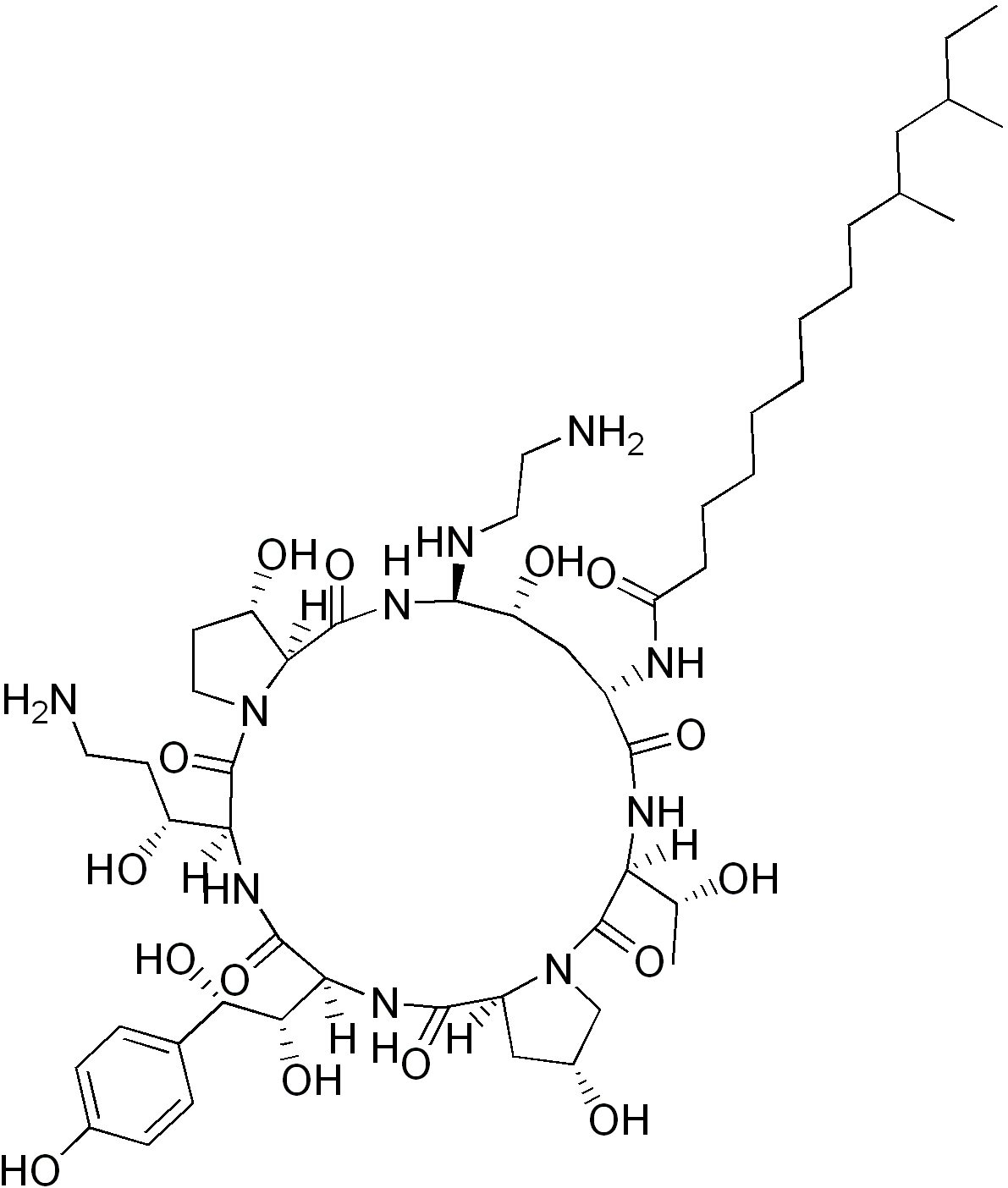
Каспофунгин

На современном этапе клинически применяемые эхинокандины являются полусинтетическим продуктом пневмокандинов, которые являются химически липопептидами по своей природе, состоящими из крупных циклических (гекса)пептоидов. Каспофунгин, микафунгин и анидулафунгин схожи с циклическими гексапептидными антибиотиками, связанными с длинными модифицированными N-связанными цепочками остатков жирных кислот. Цепочки действуют как якоря на грибковой клеточной мембране, облегчая противогрибковое действие. Из-за ограниченной биодоступности энтеральных (принимаемых через рот) форм эхинокандинов, их вводят внутривенно.

## Механизм действия
Эхинокандины неконкурентно ингибируют синтез 1,3-β-D-глюкана, важного компонента клеточной стенки грибов, который отсутствует в клетках млекопитающих. Разрушение бета-глюкана подавляет сопротивление против осмотических сил, что приводит к лизису клетки. Они обладают фунгистатическим действием в отношении грибов aspergillus и фунгицидной активностью по отношению к большинству представителей рода Candida, в включая флуконазол-резистентные штаммы. In vitro и на мышиных моделях показано, что эхинокандины могут также способствовать усилению иммунных ответов организма-хозяина, выделяя очень антигенные эпитопы бета-глюкана, которые могут ускорять клеточное узнавание и воспалительные реакции.

## Устойчивость
Устойчивость к эхинокандинам встречается редко. Тем не менее, тематические исследования показали определённую устойчивость у С. albicans, С. glabrata, С. lusitaniae, С. tropicalis и С. parapsilosis. Их устойчивость обусловлена изменениями глюкан-синтазы (Fks1-Fks2 комплекс), а также избыточной экспрессией выкачивающих белков-насосов.

## Фармакокинетика
Из-за своего большого молекулярного веса эхинокандины обладают плохой биодоступностью при пероральном приёме, потому их вводят через внутривенные инфузии. Кроме того, их большие структуры ограничивают проникновение в спинномозговую жидкость, мочу, и глаза. Эхинокандины имеют высокое сродство с белками сыворотки крови. У них нет основных взаимодействий с насосами P-гликопротеина или CYP450. Каспофунгин обладает трёхфазной нелинейной фармакокинетикой, в то время как микафунгин (метаболизируется в печени посредством арилсульфатазы, катехол-о-метилтрансферазы, и гидроксилирования) и анидулафунгин (распадается спонтанно и выводится в основном в виде метаболита с мочой) выводятся линейно. Молодые пациенты демонстрируют более высокие темпы элиминации микафунгина и каспофунгина.

## Взаимодействие
Каспофунгин влияет на метаболизм циклоспорина; микафунгин влияет на метаболизм сиролимуса (рапамицин); анидулафунгин не нуждается в коррекции дозы препарата в сочетании с циклоспорином, такролимусом, или вориконазолом[уточнить].

## Преимущества
Преимущества эхинокандинов:
- широкий спектр действия (особенно против всех видов Candida), что позволяет назначать их эмпирически при фебрильной нейтропении и во время трансплантации стволовых клеток;
- могут быть использованы в случае флуконазол-устойчивого кандидоза или в качестве второй линии для рефрактерного аспергиллёза;
- длительный период полувыведения (полифазная элиминация: Альфа-фаза 1-2 часа + бета-фаза 9-11 часов + гамма-фаза 40-50 часов);
- низкая токсичность: изолированное высвобождение гистамина (3 %), лихорадка (2.9 %), тошнота и рвота (2.9 %), флебит в месте инъекции (2.9 %), очень редко аллергия и анафилаксия;
- не ингибитор, не индуктор и не субстрат системы цитохрома P450 или p-гликопротеина, следовательно, обладает минимальными лекарственными взаимодействиями;
- отсутствие противопоказаний при почечной недостаточности и гемодиализе;
- нет необходимости коррекции дозы в зависимости от возраста, пола, расы;
- лучше (или не менее эффективно), чем амфотерицин B и флуконазол против молочницы.

## Недостатки
Недостатки эхинокандинов:
- эмбриотоксичность[3] (категория C) — следует избегать во время беременности;
- нуждается в коррекции дозы при заболеваниях печени;
- плохое проникновение в ткани глаза для лечения грибкового эндофтальмита[14].

## Примеры
Список эхинокандинов:
- Пневмокандины (циклические гексапептиды, связанные с длинной цепочкой жирной кислоты)
- Эхинокандин B не используется из-за риска гемолиза
- Цилофунгин снят с испытаний из-за токсичности растворителя
- Каспофунгин (торговое наименование Cancidas, компания Merck)
- Микафунгин (FK463) (торговое название Mycamine, компания Astellas Pharma)
- Анидулафунгин (VER-002, V-эхинокандин, LY303366) (торговое название Eraxis, компания Pfizer)

## История

Анидулафунгин

Открытие эхинокандинов вытекает из исследований липосахаридов (производные жирных кислот и дисахарида) папулокандинов изолированных из штамма Papularia sphaerosperma (Pers.), блокировали 1,3-β-глюкан-синтазу, и действовали только на Candida spp. Скрининг натуральных продуктов грибкового брожения в 1970-х годах привёл к открытию эхинокандинов, новой группы противогрибковых препаратов широкого спектра активности против Candida spp. В 1974 году одним из первых эхинокандинов пневмокандинового типа был открыт эхинокандин B, но его нельзя было использовать в клинической практике из-за высокого риска гемолиза. Скрининг полусинтетических аналогов эхинокандинов привёл к созданию цилофунгина, первого аналога эхинофунгина, который подвергся клиническим испытаниям, но в 1980 году он был исключен из испытаний из-за токсичности растворителя, необходимого для системного назначения. Позднее были найдены полусинтетические аналоги эхинокандинов с такой же противогрибковой активностью, но менее токсичные. Первым из новых эхинокандинов был одобрен каспофунгин, а позже были утверждены микафунгин и анидулафунгин. Все эти препараты обладают низкой биодоступностью, потому применяются только внутривенно. Эхинокандины стали сейчас одним из лекарств первой линии для терапии против грибов рода Candida при не установленном точно возбудителе, и даже в качестве противогрибковой профилактики во время трансплантации кроветворных стволовых клеток (трансплантации костного мозга).